# Conde de Almedina

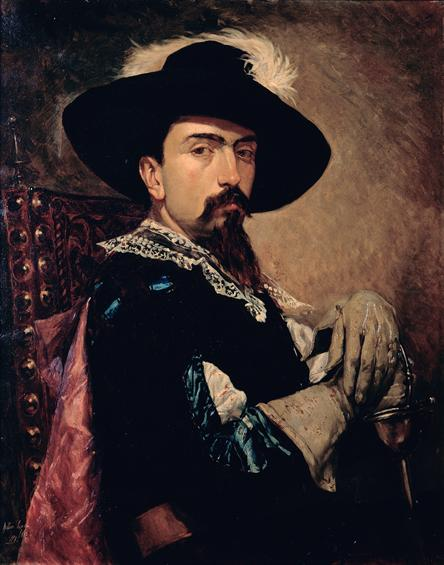
Delfim Guedes, 1.º Conde de Almedina

Conde de Almedina é um título nobiliárquico criado por  D. Luís I de Portugal, por Decreto de 13 de Abril de 1882, em favor de Delfim Deodato Guedes.
Titulares
1. Delfim Deodato Guedes, 1.º Conde de Almedina;
2. Luísa Guimarães Guedes, 2.ª Condessa de Almedina.

Após a Implantação da República Portuguesa e com o fim do sistema nobiliárquico, a então criada Comissão de Verificação e Registo de Mercês, sucedida pelo Conselho de Nobreza e posteriormente pelo Instituto da Nobreza Portuguesa, autenticaram e reconheceram o uso do título a: 
1. Alda Guimarães Guedes, 3.ª Condessa de Almedina;
2. José Guedes Pinto Machado, 4.º Conde de Almedina e 3.º Visconde de Valmor;
3. José Frederico Mayer Pinto Machado, 5.º Conde de Almedina e 4.º Visconde de Valmor.